# Tanytarsus minimus
Tanytarsus minimus är en tvåvingeart som först beskrevs av Jean-Jacques Kieffer 1924.  Tanytarsus minimus ingår i släktet Tanytarsus och familjen fjädermyggor.
Artens utbredningsområde är Tyskland. Inga underarter finns listade i Catalogue of Life.